# Christian Braunstein
Åke Tore Christian Braunstein, född 26 maj 1942 i Gustaf Vasa församling, Stockholm, är en svensk  författare, militärhistoriker samt pensionerad överstelöjtnant.

## Biografi
Braunstein är en pensionerad officer vid Livgardets dragoner (K 1) och arbetar sedan 1997 som ständig sekreterare i Försvarets traditionsnämnd vid Statens försvarshistoriska museer (SFHM) i Stockholm. Han är också förste försvarsantikvarie och kanslichef för Sveriges militärhistoriska arv, en underavdelning till SFHM. Braunstein har skrivit flera böcker om Försvarsmaktens förband, ceremonier och traditioner. Braunstein var den som förste försvarsantikvarie författade försvarets ceremonireglemente i början av 1990-talet. Braunstein har tidigare varit medlem av Tempelherreorden.
Braunstein har tidigare lett en utredning där Försvarsmaktens förtjänstmedalj instiftades för svenska soldaters handlanden vid utlandstjänst. Sjutton kongoveteraner kunde därför 2009 motta denna medalj i guld, 48 år efter striderna i och med att regeringen under 1960-talet då beslutade att utmärkelsen För tapperhet i fält endast kunde ges soldater som deltagit i svenskt krig.